# Macclesfieldbanken
Macclesfieldbanken (engelska Macclesfield Bank), är en sjunken atoll  i Sydkinesiska havet, en av de största i världen av sitt slag. 
Macclesfieldbanken ligger i norra delen av Sydkinesiska havet med Paracelöarna i väster och Luzon på Filippinerna i öster. Liksom Paracelöarna kontrolleras den sedan 1974 av Folkrepubliken Kina. Den administeras av Kina som en del av Zhongshaöarna inom prefekturnivåstaden Sansha i Hainan-provinsen. Även Vietnam och Taiwan (Republiken Kina) gör anspråk på området. 
Macclesfieldbanken sträcker sig omkring 130 kilometer i riktning nordost-sydväst och har en bredd på cirka 70 kilometer. Den består av ett upp till 8 kilometer brett korallrev, som omger en lagun. Revet ligger 9–18 meter under havsytan, medan lagunen har djup ned till ungefär 100 meter.
Banken har namn efter det brittiska örlogsskeppet HMS Macclesfield, som grundstötte i området 1804, dock knappast på själva banken, som ligger för djupt för detta.